# 임신한 나무와 도깨비
《임신한 나무와 도깨비》는 2022년에 개봉한 대한민국의 영화이다.

## 캐스팅
- 박인순
- 조은경 : 꽃분이 1 역
- 신윤숙 : 꽃분이 2 역
- 변중희 : 교수 역
- 김아해 : 미술작가 / 저승사자 3 역
- 김미숙 : 대장 저승사자 역
- 신승태 : 저승사자 2 역
- 이승아 : 집주인 역
- 그레그 프리스터 : 미군 역
- 김명선 : 죽음 역
- 김경순 : 동료 1 역
- 박영자 : 동료 2 역
- 류형석 : 정령들 역
- 안현준 : 정령들 역
- 정태희 : 정령들 역

## 수상
- 2022년 제42회 한국영화평론가협회상 독립영화지원상 (김동령, 박경태)